# 郭徳海
郭 徳海（かく とくかい、? - 1234年）は、金朝末期からモンゴル帝国初期にかけて活躍した人物。字は大洋。

## 概要

### モンゴルに仕えるまで
華州鄭県の人で、唐代に安史の乱鎮圧に活躍した郭子儀の末裔とされる。チンギス・カンの中央アジア遠征に従軍し活躍した郭宝玉の息子であり、容貌は奇偉で、父同様に天文・兵法に通じていたという。当初は金朝に仕えて父とともに「猛安」に任じられており、彭義斌を山東で破る功績を残している。後に行動を別にしていた父がモンゴル帝国に降ったことを知ると、太行山に逃れ入り、父同様にモンゴル軍に降った。
モンゴル軍に加わった郭徳海は「抄馬（Čaqmaq）弾圧」の称号を授かり、中央アジア遠征軍の先鋒を務めた。キジルバシュを渡り鉄山を攻めた時には、煙をたいて戦場を満たすことで敵軍の動揺をもたらし、斬首3万級を得る勝利を挙げた。1225年（乙酉）には中央アジア遠征から帰還して崢山に至り、チベット人の尼倫・ウイグル人の阿必丁が起こした叛乱を平定している。
1228年（戊子）春には元帥のココチュとともに金朝侵攻に加わり、関中まで至ったが、援兵が至らなかったために一時撤退している。1229年（己丑）秋、南山83寨を破り陝西地方を平らげた。郭徳海は大将を先導して漢中を通り、金朝の武仙率いる軍団と各地で転戦した。最終的に武仙軍は敗走し、郭徳海は斬首2万級を得た。その後、更に移剌粘哥の軍を鄧州で破り、11月には鈞州に至った。
1231年（辛卯）正月、トルイ率いる軍団と合流して三峰山にて金朝軍主力に決戦を挑んだ（三峰山の戦い）。大雪の中行われた激戦をモンゴル軍は制し、金軍は30万もの死者をだして敗走した。更に金将の合喜を撃退し、功績により右監軍に移った。
1232年（壬辰）正月には金軍を黄龍岡で破り、1233年（癸巳）には申州・唐州を奪取した。1234年（甲午）、河南で叛乱があったため郭徳海は出陣したが、足に砲傷を受け、これがもとになって病死したという。
後に、1238年（戊戌）にシギ・クトクらによって実施された華北在住の仏道の選別試験、華北における「投下（特に工芸者）」の分配、天下の人材の選抜は郭徳海の進言によって行われたとされる。このような文化政策が必要とされた背景として、本来帝位を継ぐことを想定されていなかったオゴデイが第2代皇帝となったため、信頼おける漢人知識人が不足していたためではないかと考えられている。